# Boss (Tony Effe)
Boss è un singolo del rapper italiano Tony Effe, pubblicato il 24 marzo 2023 come primo estratto dal secondo album in studio Icon.

## Descrizione
Nel brano, prodotto da Drillionaire, è presente come base un campionamento del singolo In da Club del rapper statunitense 50 Cent.

## Video musicale
Il video musicale, diretto da Francesco Carnesecchi, è stato pubblicato in concomitanza all'uscita del brano attraverso il canale YouTube del rapper. Esso fa riferimento in parte al videoclip di In da Club e vede inquadrati, oltre a Tony Effe, lo stesso Drillionaire e Sfera Ebbasta.

## Tracce
Testi di Nicolò Rapisarda, Diego Vincenzo Vettraino, Andre Romelle Young, Curtis James Jackson III, Mike Elizondo, musiche di Diego Vincenzo Vettraino.
1. Boss – 2:24

## Classifiche

### Classifiche settimanali
| Classifica (2023) | Posizione massima |
| ----------------- | ----------------- |
| Italia            | 3                 |
| Svizzera          | 97                |

### Classifiche di fine anno
| Classifica (2023) | Posizione |
| ----------------- | --------- |
| Italia            | 73        |